# 顾复生
顾复生（1900年11月—1995年2月），男，江苏青浦（今属上海）人，中国军事人物、政治人物，曾任江苏省农业科学院院长，江苏省政协副主席。